# Nathanael Matthäus von Wolf

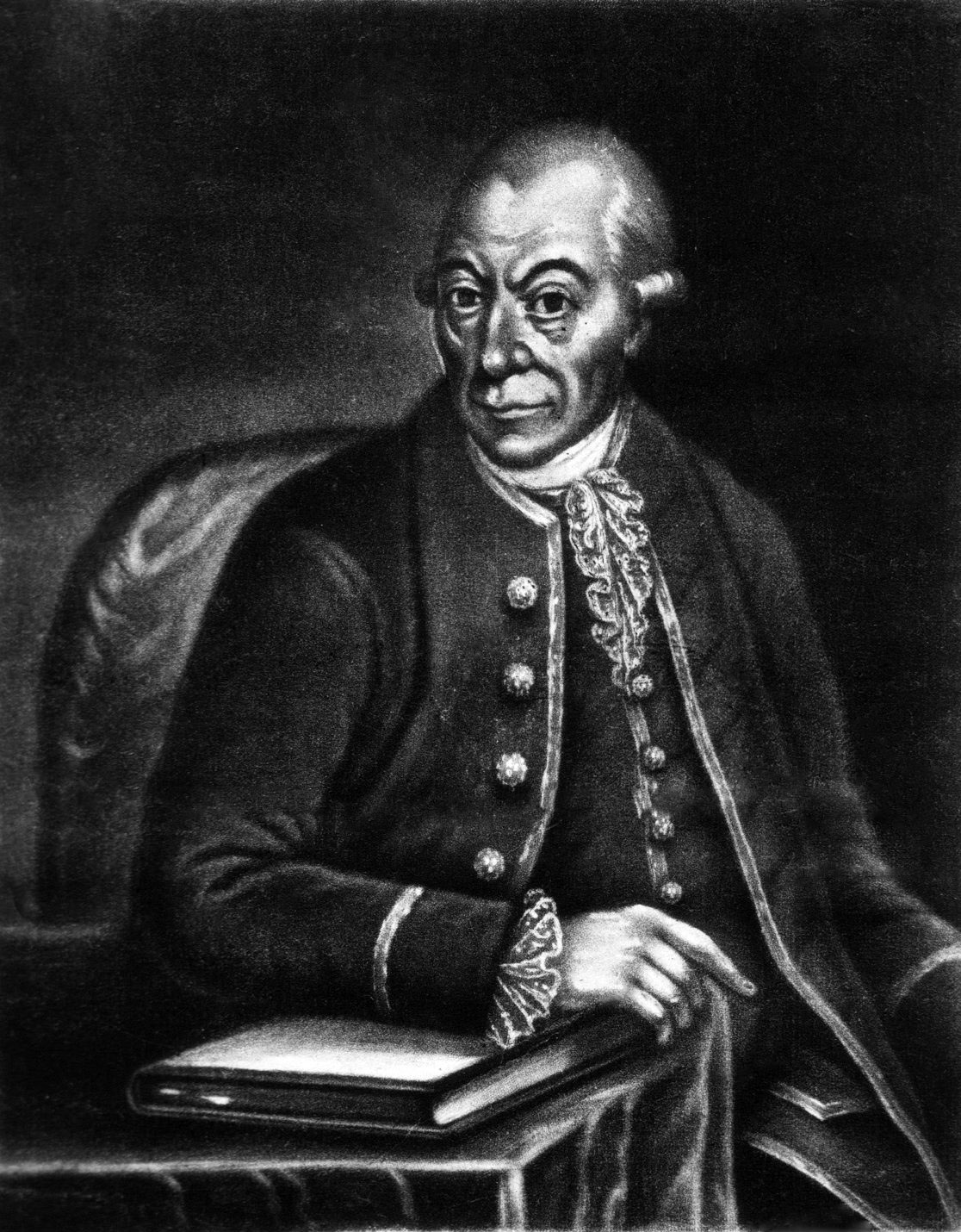
Nathanael Matthäus von Wolf, porträtiert von Matthäus Deisch.

Nathanael Matthäus von Wolf (* 28. Januar 1724 in Konitz; † 15. Dezember 1784 in Danzig), im englischen Sprachraum Nathaniel Matthew Wolf genannt, war ein pommerisch-preußischer, deutscher Botaniker, Arzt und Astronom. Sein offizielles botanisches Autorenkürzel lautet „Wolf“; früher war auch das Kürzel „N. M. Wolf“ in Gebrauch.

## Leben
Wolf war ein Mitglied der Naturforschenden Gesellschaft Danzig und vermachte ihr seine Sammlungen. Er trug ebenfalls erheblich zum Bau einer Sternwarte bei. Am 10. April 1777 wurde er als Mitglied („Fellow“) in die Royal Society gewählt.
Der Arzt Phillipp Adolph Lampe aus Danzig trug am 10. Mai 1785 die Gedächtnisrede („Der H. v. Wolf ward am 28sten Jan 1724 in Conitz in Westpreussen geboren“) vor der Naturforschenden Gesellschaft in Danzig vor.

## Werke
- Genera plantarum vocabulis characteristicis definita. 1776.
- Concordantia botanica. 1780.